# قندولة (بترون)
قندولة هي إحدى القرى اللبنانية من قرى قضاء البترون في محافظة الشمال.